# Eleição municipal de Guarujá em 2020
A eleição municipal de Guarujá de 2020 a princípio ocorreria em 4 de outubro, mas por conta da pandemia de Covid-19 no Brasil, foi remarcada para o dia 15 de novembro do mesmo ano. Serão eleitos o prefeito, o vice-prefeito e mais 17 (dezessete) vereadores. O prefeito e o vice-prefeito eleitos assumirão os cargos no dia 1 de janeiro de 2021 e seus mandatos terminarão no dia 1 de janeiro de 2025.

## Candidatos
Os candidatos para 2020 permanecem em julgamento pelo TSE.
| Foto | Candidato(a) ao cargo de prefeito | Candidato(a) ao cargo de prefeito | Candidato(a) ao cargo de vice-prefeito | Candidato(a) ao cargo de vice-prefeito | Número | Coligação                                                                |
| Foto | Nome                              | Partido                           | Nome                                   | Partido                                | Número | Coligação                                                                |
| ---- | --------------------------------- | --------------------------------- | -------------------------------------- | -------------------------------------- | ------ | ------------------------------------------------------------------------ |
|      | André Guerato                     | PSDB                              | Andrea Leite Ferreira                  | PSDB                                   | 45     | Sem Coligação                                                            |
|      | Dedé do Adélia                    | DEM                               | Anderson Ripinha                       | DEM                                    | 25     | Sem Coligação                                                            |
|      | Dr. Válter Suman                  | PSB                               | Adriana Soares Machado                 | PSD                                    | 40     | "Vencendo desafios, cuidando da cidade e das pessoas" - PV               |
|      | Giovani Vassopoli                 | REDE                              | Marcela Maria Bezerra                  | REDE                                   | 18     | Sem Coligação                                                            |
|      | Luciana Salituri                  | Patriota                          | Marcelo Ricci Coelho                   | Patriota                               | 51     | Sem Coligação                                                            |
|      | Edilson Magaiver                  | PODE                              | Roseli Aparecida                       | PODE                                   | 19     | "Podemos ir avante, com Deus no coração e respeito à população" - Avante |
|      | Miguel Calmon                     | PRTB                              | Gilberto Benzi                         | PSL                                    | 28     | "Com fé em Deus e a força do povo" - PMB                                 |
|      | Prof. Valter Batista              | PSOL                              | Sueli Rodrigues Alves                  | PSOL                                   | 50     | Sem Coligação                                                            |
|      | Rodrigo Barboza                   | Republicanos                      | Duilio Credidio Squassoni              | Republicanos                           | 10     | Sem Coligação                                                            |
|      | Sergio Zagarino                   | DC                                | Sara Vitoria Barroso                   | DC                                     | 27     | Sem Coligação                                                            |